# RPG 만들기 XP
RPG 만들기 XP(RPGツクールXP , RPG Maker XP)는 주식회사 엔터브레인에서 발매되는 RPG 제작 소프트웨어이다.
2012년 9월 27일, RPG 쯔꾸르 XP VALUE!+가 출시됐다.

## 개요
기본적인 조작성은 RPG 만들기 2000 및 2003에 가깝다. 표시화소 수는 320×240에서 RPG 쯔꾸르 95와 같은 640×480(VGA)까지 늘었고, 또 소재의 색수 제한도 대폭 완화됐다. PNG 형식의 이미지라면 알파 채널이 사용 가능하다. 단지, 그 때문에 제작시나 플레이시에 PC에 요구되는 동작 환경 사양이 높은 것이 되어 발매 당초에 문제시 되고 있었다.
RPG 만들기 XP의 핵심 기능으로는 우선 스크립트 언어 RGSS 도입을 들 수 있다. 이전까지의 시리즈에서는 각종 시나리오나 시스템은 한정된 기능의 조합에 의해서밖에 작성할 수 없었지만, 이번 작품에서는 RGSS에 의해서 기술되고 있는 게임의 기간 기능에까지 유저 자신이 자유자재로 개입할 수 있게 되었다. 기능의 확장이나 변경은 스크립트 형태로 쉽게 도입할 수 있기 때문에 사용자에 의해 작성된 다양한 스크립트가 인터넷에 공개되며 투클러 「ツクラー」 개발 환경은 비약적으로 개선됐다. 예를 들어 전투 장면의 화면 구성을 디폴트 프론트 뷰(front view) 전투에서 사이드 뷰(side view) 전투로 하는 것 등이 비교적 쉬워졌다.
한편, 쯔꾸르 2000이나 2003에서 준비되어 있던 이벤트 명령어가 약간 삭감되었다. 비슷한 기능을 RPG 쯔꾸르 XP로 구현하기 위해서는 RGSS 프로그래밍 학습이 필요하기 때문에 기존 시리즈와 비교하면 다소 진입장벽이 높아진 셈이다.
또한, 종래 RPG 쯔꾸르로는 불가능했던 에디터의 다중기동을 수행할 수 있도록 되어 있어 이벤트나 스크립트의 이식·이동이 쉽게 이루어질 수 있게 되었다.
또 이번 작품에서 처음으로 작성한 게임 데이터의 암호화에 대응하고 작품 내의 데이터와 소스의 도용이라는 것을 막을 수 있게 됐다.
한편 화면모드 체크 기능이 탑재돼 사용 중인 모니터가 최소 1024×768 화면모드에 못 미치는 경우라면 에디터를 부팅하는 것 자체가 불가능해졌다. 이는 XP 체험판, 차기작 VX 이후에도 마찬가지다.
2005년에는 도쿄 공과대학 미디어 학부의 수업용 교재로 채택되었다. 또 그 해에는 PS2판 RPG 만들기와 RPG 만들기 XP의 작품을 대상으로 한 콘테스트 "쯔꾸르 영혼 2005 (ツクール魂2005)가 개최되었다.
2007년 5월 16일에 버전이 1.03이 되어 Windows Vista에 대응하게 되었다.
2009년 2월 26일부터 RPG 쯔꾸르 XP가 VALUE!로 판매를 시작했다. 가격은 세금을 포함해 5040엔이다.

### 액티베이션
RPG 만들기 2000이나 RPG 만들기 2003 등의 쯔꾸르 소프트웨어가 와레즈(Warez) 등의 해적판(불법 복제) 소프트웨어 등으로 나돌았기 때문에 인터넷에 접속해 정기적으로 액티베이션을 실시하지 않으면 소프트웨어를 기동할 수 없게 되었다. 이 때문에 인터넷에 연결되지 않은 환경에서는 사용이 불가능해져 이용자들의 불평을 샀다.,그러나 현재는 인터넷 접속을 차단하도록 바꾸는 프로그램, 이른바 인증 회피 크랙 등이 나돌고 있다.
불법복제가 나돌았던 배경으로는 해외에도 RPG 만들기에 관심을 갖는 열성 RPG 팬들이 많았음에도 RPG 쯔꾸르 2000 / 2003이 일본 내에서만 발매된 것이 크다. (다만 RPG 만들기 2000은 대한민국에 출시된 바 있다.)　이 때문에 RPG 만들기 2000, RPG 만들기 2003을 영어화한 해적판이 해외 사이트에 무단 배포돼 널리 나돌았다.
이를 감안해서인지 유럽과 미국에서도 RPG Maker XP로서 2005년 9월 16일에 발매되었다. 공식 PC판 RPG 쯔꾸르 시리즈로서는 최초의 유럽과 미국판인 셈이다.
VALUE! 버전에서는 이러한 이유 때문인지 사용자 인증이 초회 인증만 되어 2009년 6월 30일부터는 통상판도 정기 인증이 폐지되어 초회 인증만 되었다.

### 액티베이션의 문제점
종종 인증에 실패하는 것으로 알려져 있다. 이는 컴퓨터 구성의 인식이 매우 엄격한 때문에 일어날 일이다. 특히 자작한 PC에 설치 했을 경우 등에서는, 부품을 1개 교체했을 뿐, 부정기 인증에 실패할 가능성은 높다.따라서 PC 부품 구성을 변경한 경우 인증 전에 사용자 지원에 연락을 넣어 PC 구성 변경을 신고해야 한다. 2013년 현재는, 유저 서포트(고객 지원) 연락은 메일로도 접수하고 있다.
다음으로, 재인증시의 번잡함이 있다. 재인증에 실패할 경우 한번 지원센터에 전화연락을 하거나 메일을 보내 개별적으로 대응조치를 취하게 된다. 최악의 경우 일부러 설치 디스크와 인증에 필요한 서류를 보내 정규 사용자임을 증명해야 한다.
이러한 인증 절차는 RPG 쯔꾸르 2000 및 RPG 쯔꾸르 2003의 다수의 불법 사용자 (와레즈 프로그램의 불법 업로드)의 존재를 고려한 것이다. 결과적으로 정규 사용자에게 과대한 부담을 주게 되어 정규 사용자로부터 엄청난 반발을 받게 되었다.
Windows 7의 64bit판 OS에서는 액티베이션 입력 후에 통신해도 인증을 완료할 수 없기 때문에 본작을 사용할 수 없었지만 2012년 9월 27일부터는 Ver1.04 이후의 버전으로 업데이트함으로써 사용이 가능하게 되어 있다.
2013년 7월 1일부터 업데이터(1.05)가 공개되어 인증시스템이 변경돼 XP Value, XP Value+와 같이 초회인증만으로 끝나게 되었다. 또 PC 구성을 변경하거나 PC를 교체했을 때 연락할 필요가 없어져 그대로 인증할 수 있게 됐지만 새로운 이메일 등록이 추가, 비밀 질문과 프록시 서버 입력란은 없어졌다.
상기 업데이터는 공개한 그 날 중에 오류가 발견되었기 때문에(VX·VXAce에도 같은 오류가 발견되었다) 같은 달 말일까지 한 차례 공개가 정지되어 에디터 자체를 신규 설치하는 형식으로 재차 공개되었다.

## RPG 쯔꾸르 XP Value!+
RPG 쯔꾸르 XP Value의 재발매 저가판 버전이다. 64bitOS에도 대응하게 됐고 출시 당일부터는 기존 XP·XP Value도 64bitOS에 대응 가능해졌다.
사용자 등록은 온라인 등록으로 변경되며 액티베이션은 별도로 필요하다. 또 RPG 쯔꾸르 (PS2) BGM 데이터가 추가 수록된다.
수록하는 데이터 용량이 늘어나면서 디스크가 DVD로 변경됐다.

## 샘플 게임

### RPG 만들기 XP에 수록된 샘플 게임
（제목 : 제작자）
- 흰 유대 (白い絆)：알파넛 (アルファナッツ)
- 알레스티안 스토리 (Alestian Story)：샤인 가든 (Shine Garden)
- 삐걱삐걱 (ししむら)：TSUKURIYA 야마타니 마코토 (八百谷真)
- 나이트 블레이드 켈베로스의 포후 (KNight-Blade Howling of Kerberos, ナイトブレード　ケルベロスの咆吼）：스이샤케리 (水車蹴り)
- 투니어 (To near)：아츠카와시마 (アーツ川島)

### 테크윈 DVD 샘플 게임
- 흰 인연 외전 검은 인연 (白い絆 外伝 黒い絆)：알파 노트 (アルファナッツ)
- 비뚤어진 세상 (歪み世)：스이샤케리 (水車蹴り)

### VALUE! 버전 추가 샘플 게임
- 명가~이노치우타~ (命唄 〜イノチウタ〜)[4]：SHIN （쯔꾸르 혼 2005 RPG 쯔꾸르 XP 부문 U15 부문 최우수상 수상[5]）
- 부러움 탐험 (うらやまたんけん)[6]：토리 아카 (とりあか)
- 세이크리드캣(セイクリッドキャット)：스타 (star) （콘테스트 파크 웹 2007 Winter 금상 수상）
- 세계에 닿지 않는 소원 (世界に届かぬ願い事)：햇 (hat)
- 전설의 통학로 (伝説の通学路)[7]：월성인 (月星人)（제14회 3분게 콘테스트 우승 작품）
- 새장의 소녀 (鳥籠の少女)[8]：맨찬 (MENCHAN)
- 트리쉬 사건부 (トリッシュの事件簿)[9]：HDΣ
- 마왕 이야기 (魔王物語物語)：테츠 (てつ)
- Magic☆Treasure~천사의 내려온 거리~ (Magic☆Treasure～天使の舞い降りた街～)：아스카 (ASUKA) (콘테스트 파크 Web 2007 Spring 금상 수상）
- 만들자 만들자 아이스크림 (Make Make Icecream)[10]：슬리핑라이언 (sleepinglion)
- 설색그림책~An Evil Deity~ (雪色絵本 〜An Evil Deity〜)[11][12]：라일라 (ライラ)

## 작품

### 일본 국내의 작품
- 아오오니 (青鬼)（2004년）
- 한쪽 날개의 천사~one wing angel~ (片翼の天使 〜one wing angel〜) （2005년）
- 타임어택!RPG (タイムアタック!RPG)（2005년 ）
- 마괴옥 자매 (魔壊屋姉妹。)（2006년）
- 랜덤 히어로즈(ランダムヒーローズ)（2007년）
- 라스트 리트리뷰터(Last Retributor)（2008년）
- 달밤에 울리는 녹턴 Rebirth (月夜に響くノクターン Rebirth)（2009년）

### 일본 국외의 작품
- 아비욘드 (アヴィヨンド)（2007년）
- 투더문（2011년）
- 어 버드 스토리 (A Bird Story) ( 2014년）
- 파우스트의 악몽 (ファウストの悪夢)（2015년）
- 포켓몬 우라늄 (Pokémon Uranium) ( 2016년）
- 원 샷 (OneShot)（2016년）
- 라쿠엔 (Rakuen) ( 2017년）
- 파라다이스를 찾아 (Finding Paradise) (2017년）